# 出雲国上
出雲 国上（いずも の くにかみ、生没年不詳）は、奈良時代の豪族。官位は外従五位下・出雲国造。

## 経歴
出雲国意宇郡の兵衛で、聖武朝の天平5年（733年）、その五比（令制で、戸籍を保存すると決められていた30年間）の籍の勘籍（民部省に保管された戸籍を検分し、身分を確認すること）と身柄を朝集使に貢上されていることが、『出雲国計会帳』に記されている。
それからしばらく記録には登場しないが、光仁朝の宝亀4年（777年）9月、外従五位下の時、令制の国造に任ぜられている。

## 官歴
『続日本紀』による。
- 時期不詳：外従五位下
- 宝亀8年（777年） 9月8日：出雲国造